# 池永駿
池 永駿（チ・ヨンジュン、지영준、Ji Young-jun、1981年10月15日 - ）は、ソウル特別市で生まれた、大韓民国の陸上競技選手で、長距離走、特にマラソンを専門とした。個人記録は、5000mが2006年6月に士別市で出した 13分49.99秒、10000mが2002年6月に議政府市で出した 29分42.38 秒、マラソンが2009年4月に大邱広域市で出した 2時間08分30秒である。
2003年にソウル国際マラソンで2位となって一躍脚光を浴び、「韓国マラソンの希望」と称された。
2004年アテネオリンピックの陸上競技の男子マラソンでは 17位となり、2006年アジア競技大会における陸上競技の男子マラソンでは 7位となった。2003年世界陸上競技選手権大会と2009年世界陸上競技選手権大会にも男子マラソンに出場したが、後者の際には完走できなかった。
その後、数年間は好調を保てなかったが、復調して臨んだ2009年の大邱マラソンでは、それまでの自己ベストを13秒上回る 2時間08分30秒の記録で優勝を果たした。
2010年に中国の広州市で開催された2010年アジア競技大会における陸上競技の男子マラソンでは、2時間11分11秒の記録で優勝を果たした。

## おもな競技成績
| 年        | 大会                   | 会場                  | 結果      | 種目      | 補足      |
| 韓国 代表 | 韓国 代表              | 韓国 代表             | 韓国 代表 | 韓国 代表 | 韓国 代表 |
| --------- | ---------------------- | --------------------- | --------- | --------- | --------- |
| 2003      | ソウル国際マラソン     | 大韓民国 ソウル特別市 | 2位       | マラソン  | 2:08:43   |
| 2003      | 世界陸上競技選手権大会 | フランス パリ         | 52位      | マラソン  | 2:20:21   |
| 2004      | アテネオリンピック     | ギリシャ アテネ       | 17位      | マラソン  | 2:16:14   |
| 2006      | アジア競技大会         | カタール ドーハ       | 7位       | マラソン  | 2:19:35   |
| 2009      | 大邱マラソン           | 大韓民国 大邱広域市   | 優勝      | マラソン  | 2:08:30   |
| 2009      | 世界陸上競技選手権大会 | ドイツ ベルリン       | —         | マラソン  | 棄権      |
| 2010      | アジア競技大会         | 中華人民共和国 広州市 | 優勝      | マラソン  | 2:11:11   |